# Typhlonectidae
Los tiflonéctidos (Typhlonectidae) son una familia de anfibios gimnofiones compuesta por cinco géneros y 13 especies. Anteriormente se consideraba incluida en Caeciliidae. Estas cecilias se distribuyen por América del Sur.

## Taxonomía
Incluye los siguientes géneros:
- Atretochoana Nussbaum & Wilkinson, 1995 (1 especie)
- Chthonerpeton Peters, 1880 (8 especies)
- Nectocaecilia Taylor, 1968 (1 especie)
- Potamotyphlus Taylor, 1968 (1 especie)
- Typhlonectes Peters, 1880 (3 especies) [ género tipo ]